# NGC 1433
NGC 1433 ist eine Balken-Spiralgalaxie vom Hubble-Typ SBa im Sternbild Pendeluhr am Südsternhimmel. Sie ist schätzungsweise 41 Millionen Lichtjahre von der Milchstraße entfernt und hat einen Durchmesser von etwa 95.000 Lichtjahren. Dieses Objekt wird als Seyfert-Galaxie klassifiziert, es handelt sich also um eine aktive Galaxie, deren supermassereiches Schwarzes Loch im Zentrum eine große Masse an Materie akkretiert und dabei starke Strahlung über weite Teile des elektromagnetischen Spektrums aussendet.
Im selben Himmelsareal befindet sich die Galaxie IC 1984.
Die Typ-IIP-Supernova SN 1985P wurde hier beobachtet.
Das Objekt wurde am 28. September 1826 von dem schottischen Astronomen James Dunlop entdeckt. mithilfe eines 18,7-Zoll-Teleskops entdeckt.

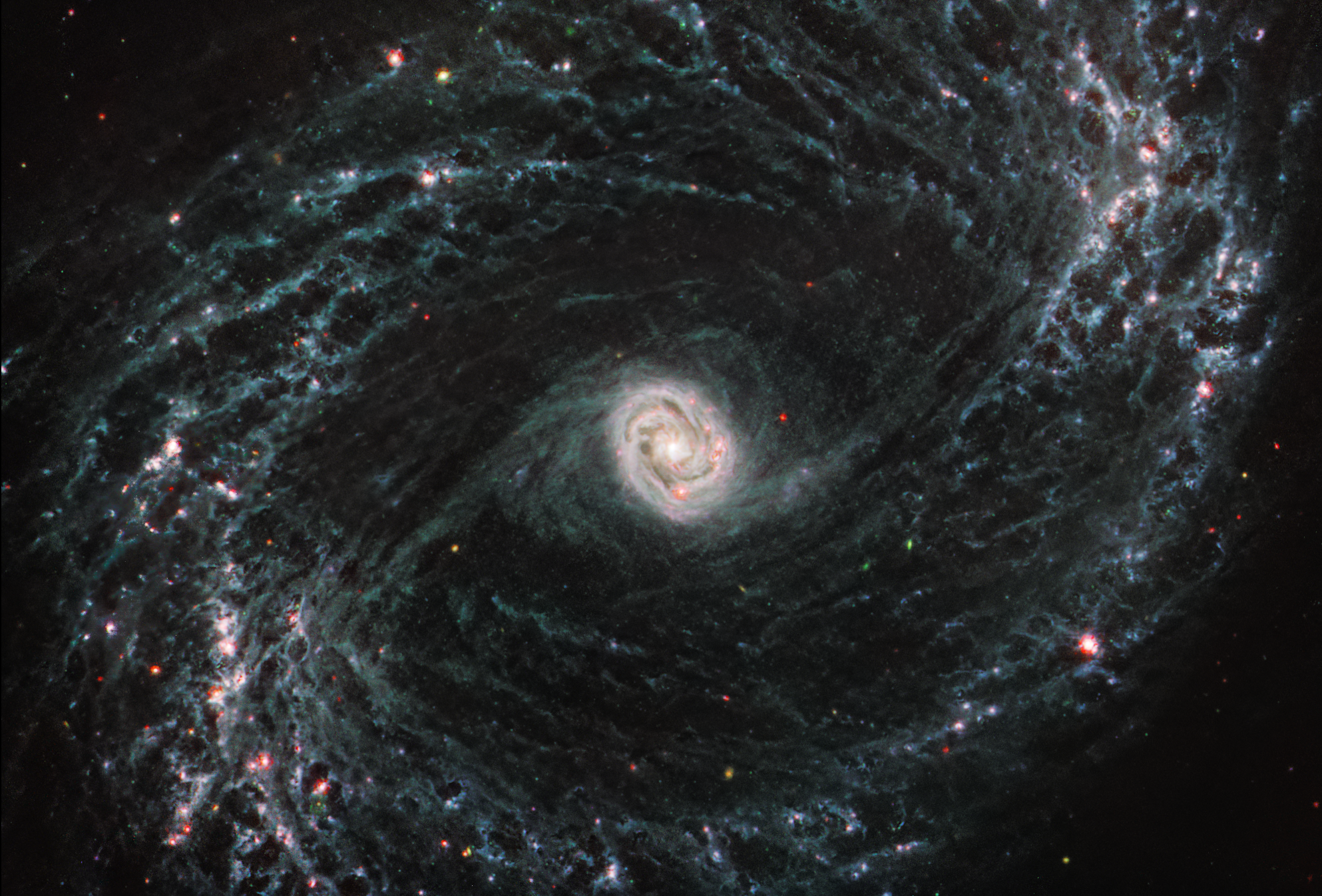
Aufnahme der Staubstruktur im mittleren Infrarot mithilfe des James-Webb-Weltraumteleskops